# 万年屋

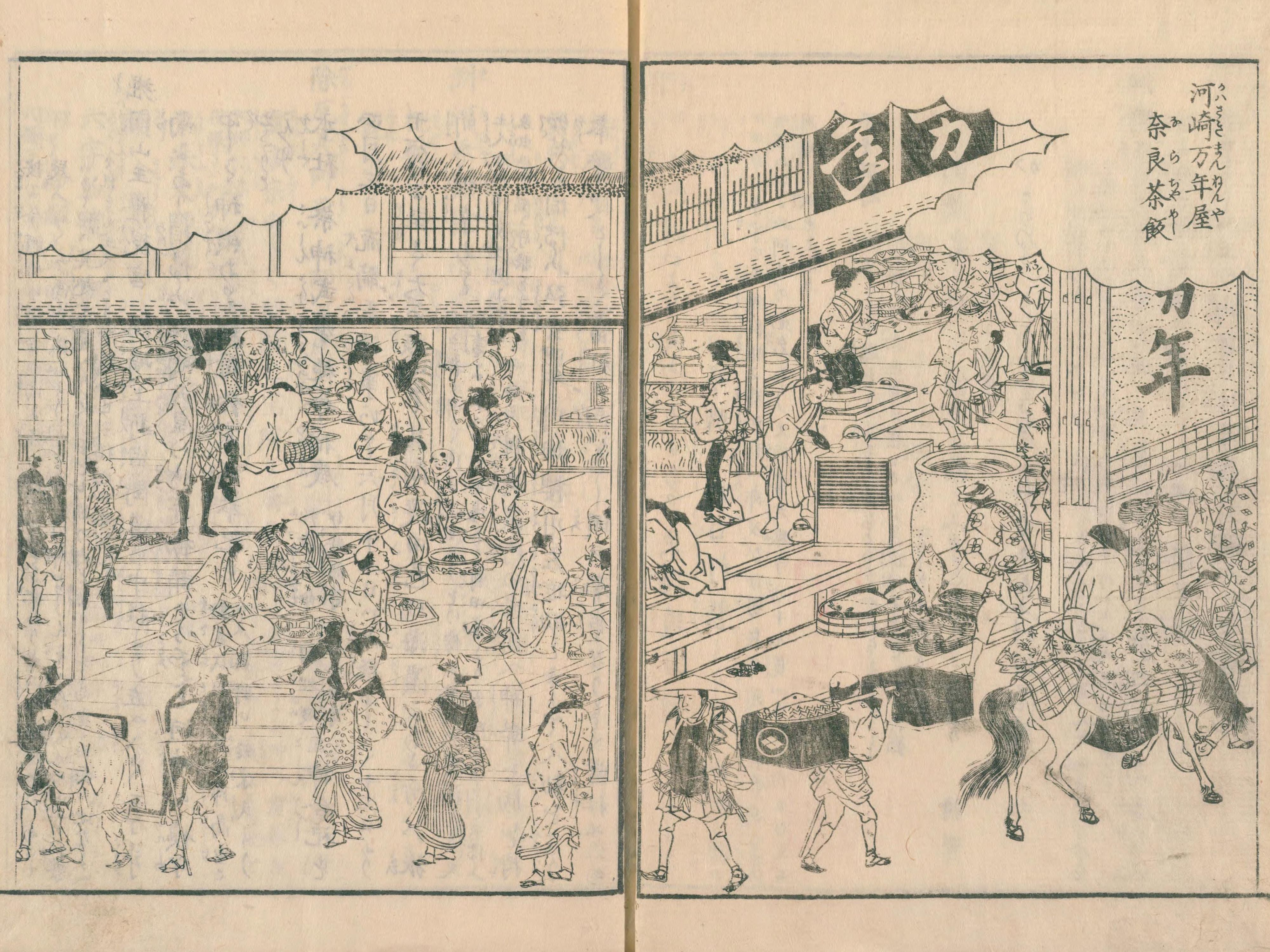
江戸名所図会での万年屋。

万年屋（まんねんや）は、江戸時代、東海道川崎宿にあった掛茶屋。
旅人のほかに、厄年の男女が川崎大師参詣の途中に多数、立ち寄ったので、とくに繁昌した。『江戸名所図会』には、挿図のみが掲載され、記事がないが、当時は説明を要しないほど知名度の高い旅館兼茶屋であった。奈良茶飯が名物であった。
歌「お江戸日本橋」にも「（前略）六郷（ろくごう）わたれば　川崎の万年屋（後略）」とうたわれた。